# Kotel (Osečná)
Kotel (německy Kessel) je malá vesnice a část města Osečná v okrese Liberec. Nachází se asi dva kilometry jihovýchodně od Osečné. Prochází zde silnice II/278. Kotel je také název katastrálního území o rozloze 4,36 km².

## Historie
První písemná zmínka o vesnici pochází z roku 1399. V roce 1434 byla obec zničena husitskými vojsky, později zde čelila nájezdu vzbouřených sedláků od Náchoda a Jičína.

## Ložisko uranu
V oblasti se nachází ložisko uranu, jehož otevření plánuje státní podnik Diamo. Ministerstvo životního prostředí přes odpor místních obyvatel vyhlásilo chráněného ložiskové území, ačkoli to podle něj neznamená, že se zda uran bude někdy těžit. Odhaduje se, že na území o rozloze 10,5 kilometru čtverečních leží asi dvacet tisíc tun uranové rudy. V roce 2015 ministerstvo životního prostředí zamítlo žádost australské společnosti Urania Mining o povolení průzkumné těžby, o které společnost usilovala od roku 2008.

## Pamětihodnosti
- Uprostřed vsi roste stará lípa, zdánlivě složená ze tří kmenů, uvnitř dutiny jí roste vnitřní kmen.[5]
- Jižně od vesnice se nalézá národní přírodní památka Čertova zeď – torzo skalního útvaru, vypreparované čedičové žíly
- Východně od vsi se rozkládá Kotelský vrch, jenž je severním pokračováním vulkanicky podmíněného hřbetu Čertovy zdi. Na vrch vede stará křížová cesta od okraje Kotle, od obnovené kaple svaté Anny. Cesta končí kaplí Božího hrobu na vrcholu kopce. Zastavení křížové cesty tvoří čtrnáct kamenných (dříve dřevěných) kapliček z let 1902–1904, zhotovených nákladem rodiny Bienertovy z Osečné. Jejich autorem je kamenosochař Adolf Sitte z dílny v čp. 118. V roce 2014 došlo k opravě kaple Božího hrobu. Dne 15. července 2015 ji litoměřický biskup Jan Baxant vysvětil společně s místním farářem Miroslavem Maňáskem. V roce 2017 byly opraveny i jednotlivá zastavení křížové cesty. Obrázky do rekonstruované křížové cesty jsou dílem Michala Janovského, který je rovněž autorem obrazu v kapli božího hrobu a plechového krista na kříži u téže kaple.[8] V pátek 15. června 2018 byla křížová cesta na Kotelském vrchu po opravě znovu požehnána generálním vikářem Martinem Davídkem.[9]